# The Stanley Parable
The Stanley Parable est une fiction interactive, Walking simulator développé par Davey Wreden et William Pugh et sorti le 17 octobre 2013 sur PC (Windows) et macOS. Il est fondé sur un mod de Half-Life 2 distribué en juillet 2011.
Une version améliorée intitulée The Stanley Parable: Ultra Deluxe est sortie le 27 avril 2022 sur Linux, macOS, Microsoft Windows, Nintendo Switch, PlayStation 4, PlayStation 5, Xbox One et Xbox Series.

## Histoire
Le joueur incarne Stanley, l'employé numéro 427 d'une société. Son emploi est simple, presser des boutons, au bon moment et uniquement ceux affichés par l'écran de son ordinateur. Le jeu commence lorsqu'un jour, Stanley ne reçoit plus aucun ordre sur son prompteur,, et qu'il apprend que tous ses collègues ont mystérieusement disparu. Il se lance donc dans l'exploration d'une suite de bureaux aux murs beiges, guidé par la voix d'un étrange narrateur. Le joueur a ensuite le choix d'écouter le narrateur qui le somme de suivre la trame narrative, ou de prendre ses propres décisions.

## Système de jeu
C'est un jeu d'exploration en vue à la première personne, sans aucun gameplay autre que le déplacement. L'aventure est narrée par la voix hors champ omnisciente de l'acteur britannique Kevan Brighting,. Celle-ci décrit les actions du joueur, en brisant fréquemment le quatrième mur, et en jouant avec les conventions habituelles de la narration vidéoludique et les habitudes des joueurs.
Le joueur peut décider de suivre ou non la trame narrative qui lui est proposée : le narrateur en tient directement compte et adapte ses dialogues. Selon ses choix, une fin différente s'activera à chaque fois,.

Captures d'écran du jeu
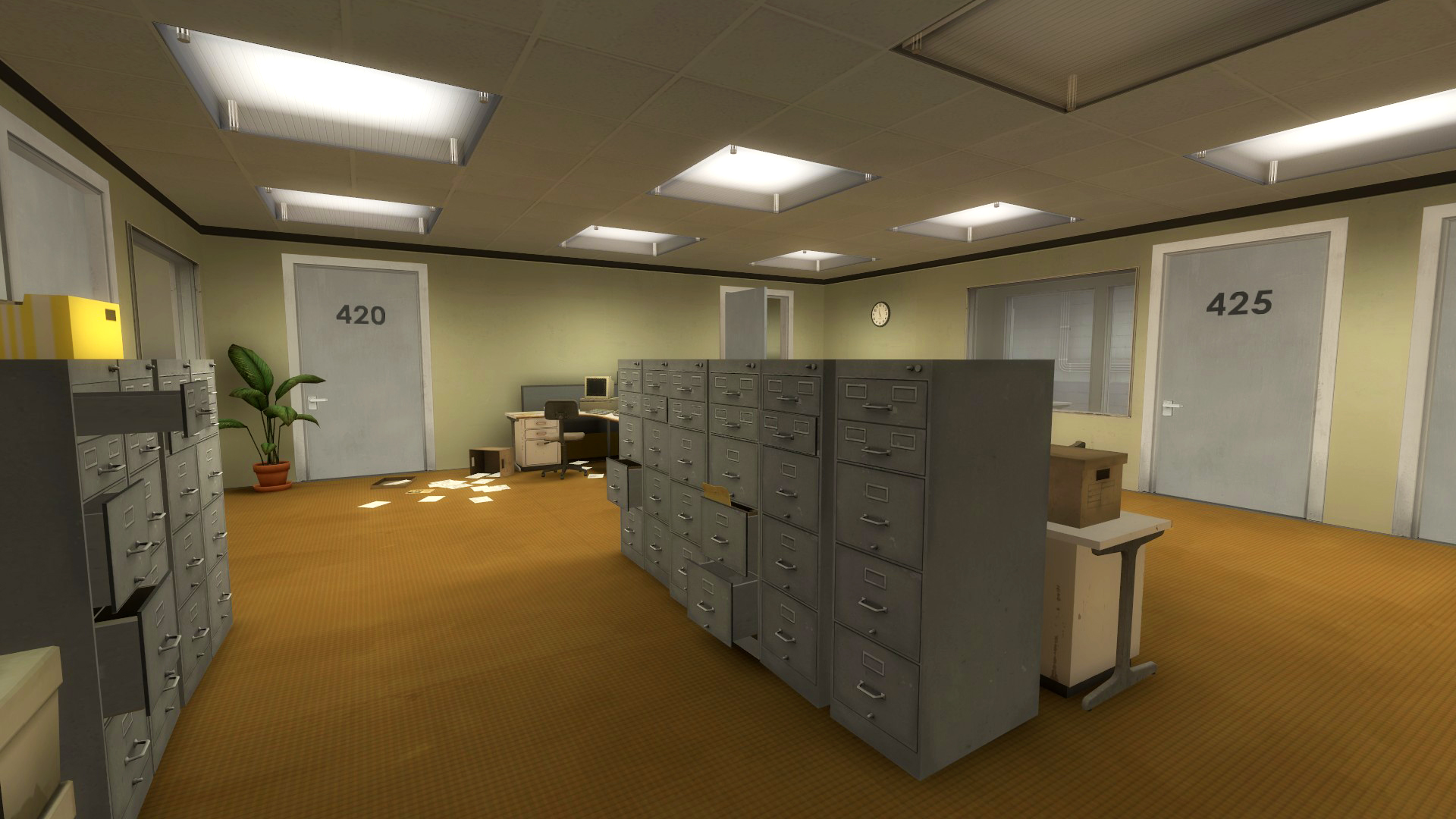
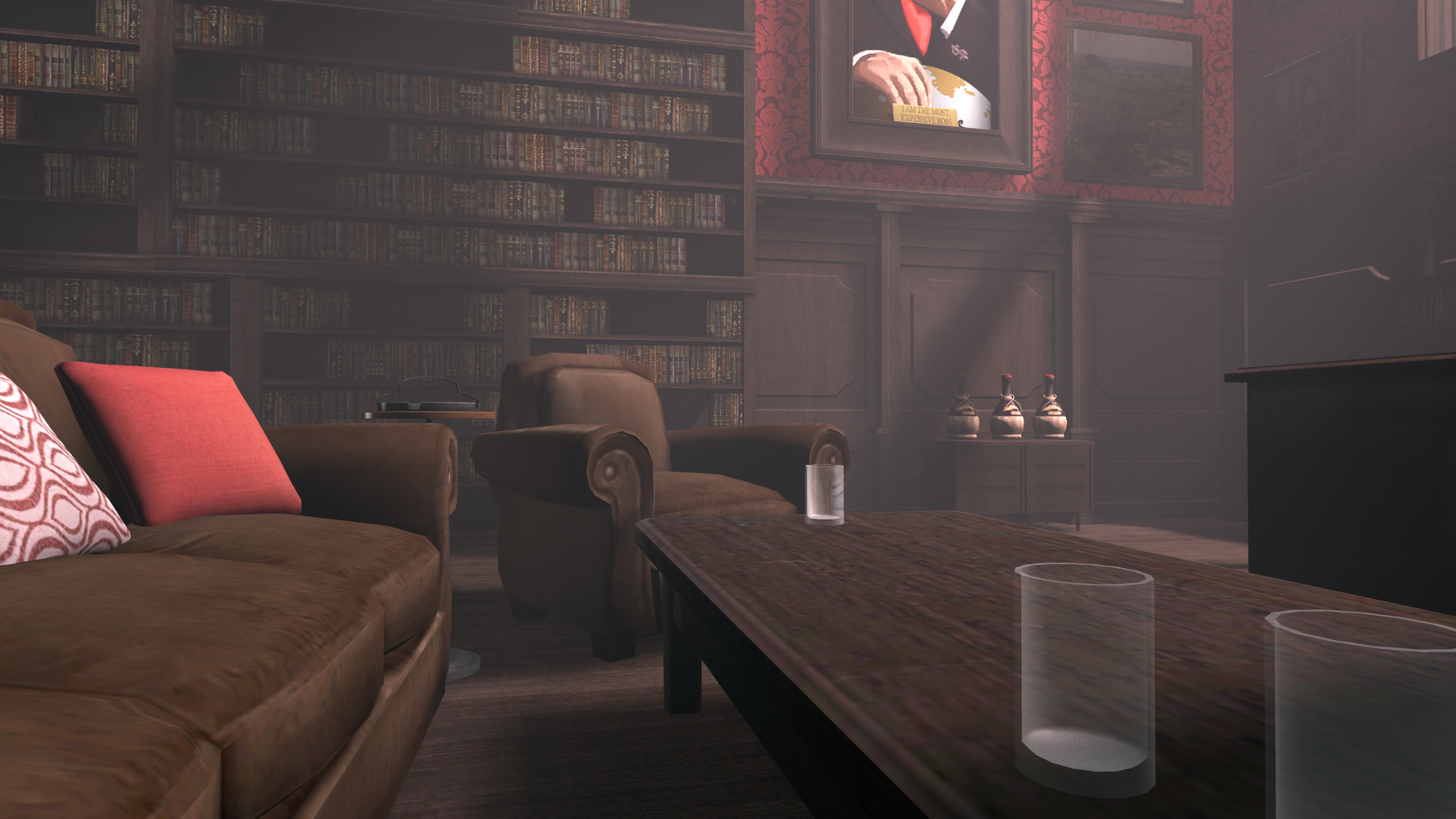
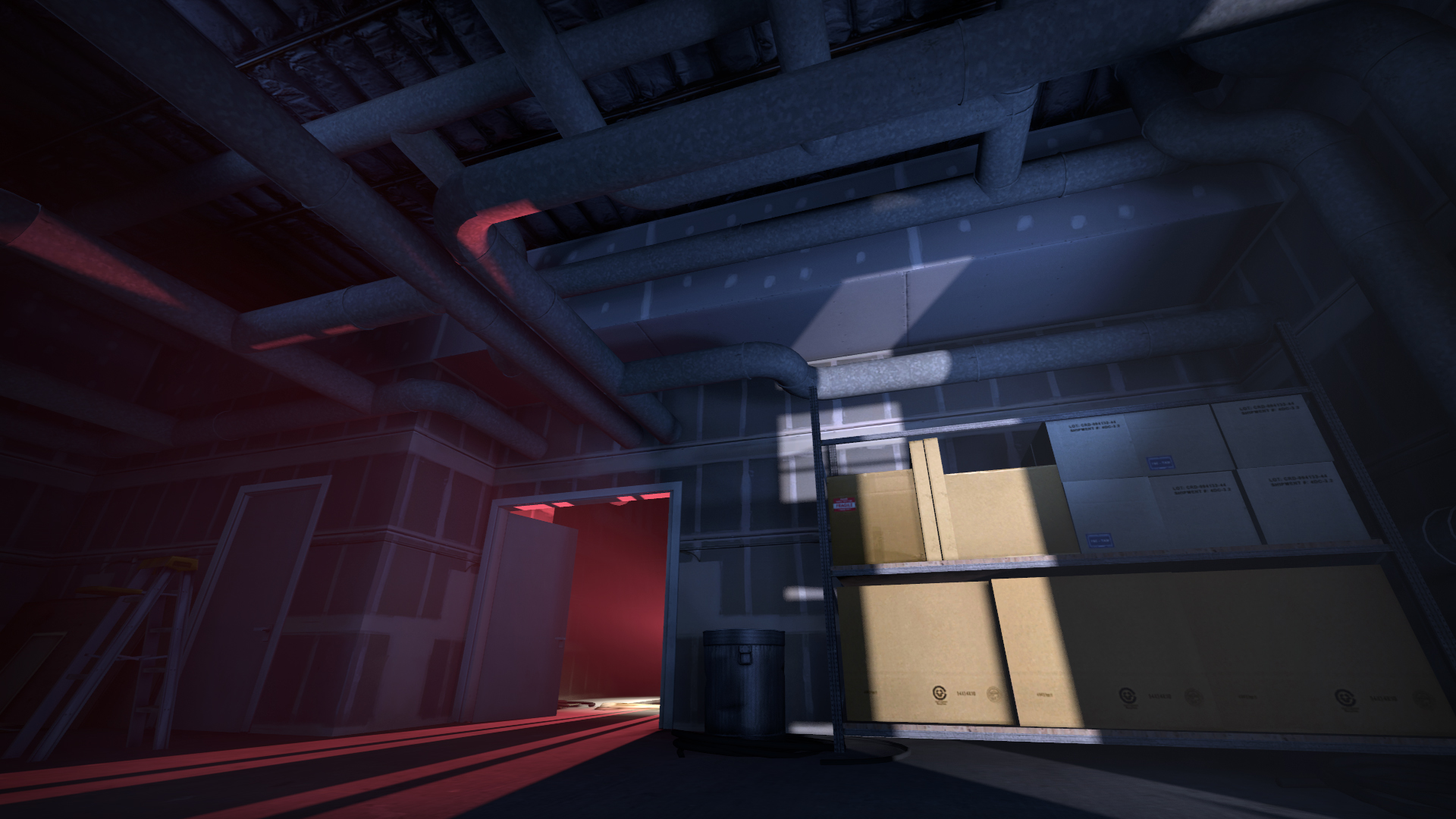

## Interprétations[6]
L'histoire du jeu est assez cryptique et peut être interprété de plusieurs manières, en voici quelques unes :
Stanley est un employé lambda qui s'ennuie au travail et l'univers de The Stanley Parable n'existe que dans sa tête. Le narrateur n'est autre que le vrai Stanley, coincé dans le monde réel, et c'est pour ça, qu'il apparaît comme une voix dans sa tête.
Stanley est une extension du joueur, il reste assis sur sa chaise à appuyer sur des boutons. Le jeu essaie de nous faire comprendre que nous devons sortir, prendre un bon bol d'air et ne pas rester assis toute la journée, auquel cas nous finirions fous comme Stanley. C'est d'ailleurs pour cela que le narrateur essaie désespérément de nous attirer vers la vraie fin, celle où Stanley sort du complexe de l'entreprise et voit pour la première fois la lumière du jour.
The Stanley Parable peut aussi être vu comme une critique du modèle d'entreprise qui traite ses employés comme des numéros et leur demande d'effectuer des tâches ingrates.

## Développement
The Stanley Parable a été créé par Davey Wreden et développé par Davey Wreden et William Pugh, au travers des studios Galactic Cafe, et Everything Unlimited Ltd.
La version originale de The Stanley Parable fut développée à l'aide du moteur Source de Valve comme un mod d'Half-Life 2.
La version complète a été annoncée et approuvée via la plate-forme communautaire Steam Greenlight en 2012, et fut distribuée le 17 octobre 2013 sur Windows et Mac OS,.
Une suite/remastérisation, développée par le studio Crows Crows Crows, studio indépendant crée par William Pugh, intitulée The Stanley Parable: Ultra Deluxe est sortie sur PC et consoles le 27 avril 2022 . Elle ajoute de nouveaux arcs narratifs, de nouvelles fins, et modifie le contenu de certaines fins présentes dans le jeu original. Elle est portée sur le moteur Unity,.

## Commercialisation
The Stanley Parable est publié le 17 octobre 2013 sur PC (Windows) et macOS. En août 2016, une version collector est éditée par IndieBox.

## Accueil
The Stanley Parable a été très bien reçu par la critique, qui met en avant son aptitude à prévoir les réactions du joueur, à parodier intelligemment les scénarios des jeux vidéo, et à réfléchir sur la notion de choix et de liberté qu'ils prétendent apporter,.

## Ventes
Selon Steam Spy, le jeu est possédé par 1 720 000 (± 30 000) utilisateurs Steam à la date du 3 janvier 2015. Il a été joué par 1 420 000 (± 25 000) d'entre eux, pendant une durée moyenne de 3 h 44 et une durée médiane de 2 h 14.